# Jan Foltys
Jan Foltys (ur. 13 października 1908 w Svinovie, zm. 11 marca 1952 w Ostrawie) – czechosłowacki szachista, mistrz międzynarodowy od 1950 roku.

## Kariera szachowa
Od połowy lat 30. należał do ścisłej czołówki szachistów Czechosłowacji. Wielokrotnie startował w finałowych turniejach o mistrzostwo kraju, największy sukces odnosząc w roku 1940 w Rakovníku, gdzie zdobył złoty medal. Oprócz tego, na podium stanął jeszcze czterokrotnie: 2 razy na drugim (1936, 1943) i 2 razy na trzecim stopniu (1938, 1946). W latach 1937 i 1939 reprezentował swój kraj na szachowych olimpiadach, zdobywając 22 pkt w 34 partiach.
Pierwszy sukces odniósł w roku 1936, zajmując w Poděbradach III miejsce (za Salomonem Flohrem i Aleksandrem Alechinem) w mistrzostwach Czechosłowacji, rozegranych w obsadzie międzynarodowej. Rok później wystąpił w Juracie w międzynarodowych mistrzostwach Polski (zajmując IX miejsce) oraz na turniejach w Margate (IV m. za Reubenem Fine, Paulem Keresem i Aleksandrem Alechinem) oraz Pradze (dz. III m. wraz z Erichem Eliskasesem, za P. Keresem i Emilem Zinnerem). Kolejne sukcesy odniósł w latach 40. XX wieku: I m. w Trenczyńskich Cieplicach (1941), III m. w Pradze (1942, za A. Alechinem i Klausem Junge), dz. III m. w Monachium (1942, wraz z Jefimem Bogoljubowem i Kurtlem Richterem, za A. Alechinem i P. Keresem), II m. w Zlinie (1943, za Čenkiem Kottnauerem), dz. IV m. w Pradze (1946, wraz z Svetozarem Gligoriciem, za Mieczysławem Najdorfem, Göstą Stoltzem i Petraem Trifunoviciem), I m. w Karlovych Varach (1948, przed Gedeonem Barczą, Vasją Pircem i Milanem Vidmarem), III m. w Budapeszcie (1948, za László Szabó i Svetozarem Gligoriciem, przed Ksawerym Tartakowerem i Ludkiem Pachmanem) oraz dz. I m. w Wiedniu (1949, memoriał Carla Schlechtera, wraz ze Stojanem Pucem).
W latach 1947–1949 reprezentował Czechosłowację w dwunastu międzypaństwowych meczach, wygrywając dwupartiowe pojedynki m.in. z Lodewijkiem Prinsem, Harrym Golombkiem, S.Gligoriciem, Kazimierzem Makarczykiem i Josefem Lokvencem. W roku 1951 udanie wystąpił w turnieju strefowym (eliminacji mistrzostw świata) w Mariánskich Láznach, dzieląc wraz z Pálem Benkő V miejsce (za L. Pachmanem, L. Szabo, G. Barczą i G. Stoltzem) i zdobywając awans do turnieju międzystrefowego, który odbył się w październiku i listopadzie 1952 roku w Sztokholmie.
Jednak w turnieju tym nie wystąpił. W marcu tego roku zmarł na białaczkę.
Według retrospektywnego systemu Chessmetrics, najwyżej sklasyfikowany był w grudniu 1936 r., zajmował wówczas 17. miejsce na świecie.